# Sparkassen-Skiarena
Koordinaten: 50° 25′ 4,1″ N, 12° 56′ 4,4″ O
Die Sparkassen-Skiarena in Oberwiesenthal ist mit einer Höhenlage von 1100 Metern über N.N. eines der höchstgelegenen Skistadien Deutschlands.

## Geschichte

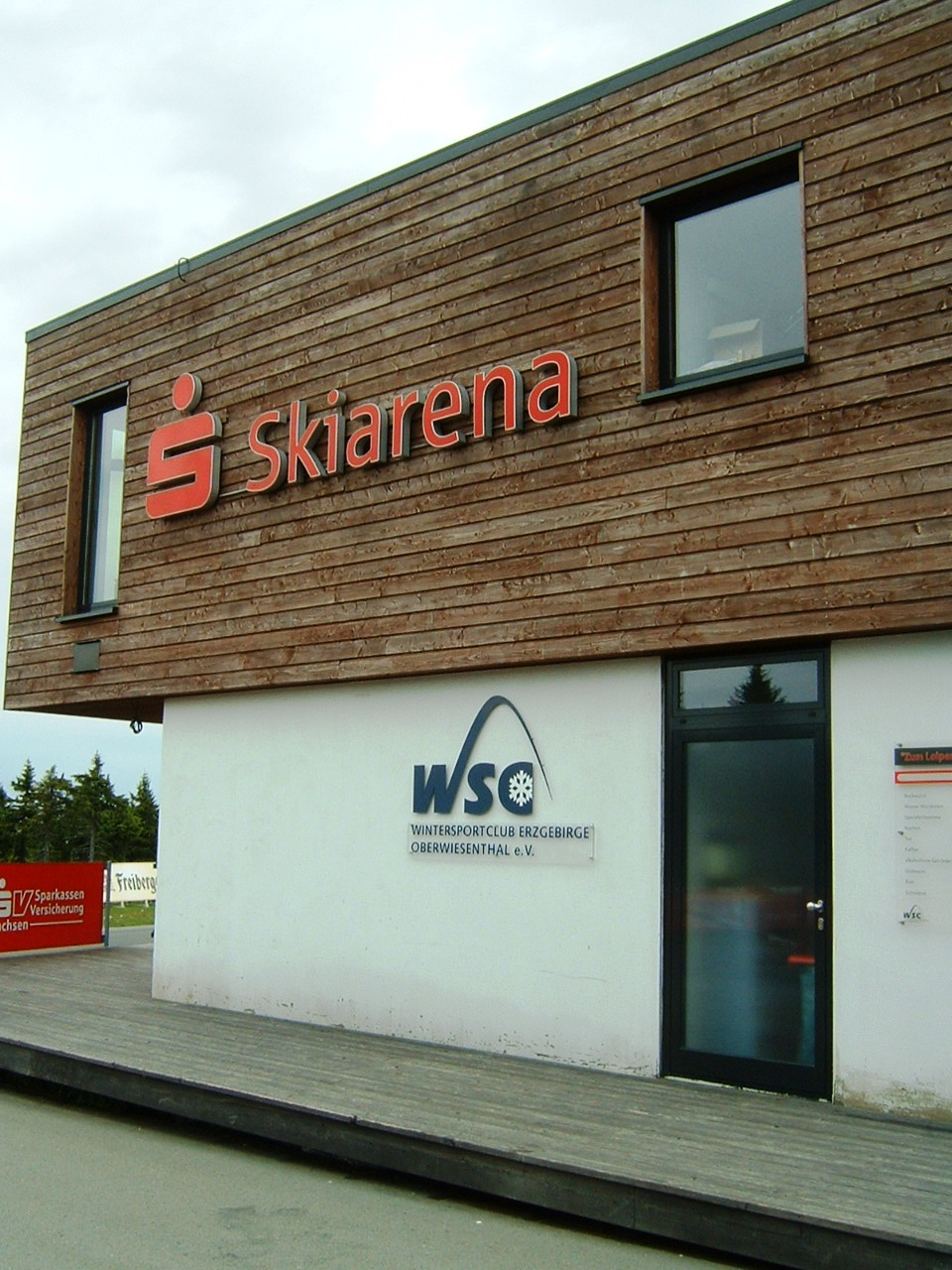
Arenenlogo

Im Jahr 1974 begann man mit dem Bau des Biathlon- und Langlaufstadions am Fichtelberg, der 1978 abgeschlossen war. Es wurden verschiedene Laufstrecken und eine Biathlonschießanlage mit 16 Bahnen gebaut. Im Jahr 2004 wurde beschlossen, dass die Anlage modernisiert werden und ein neuer Schießstand mit 25 Bahnen gebaut werden soll. Am 22. Juli 2005 erfolgte der offizielle Spatenstich und im gleichen Jahr, am 30. Oktober 2005, wurde der neue Schießstand offiziell eingeweiht. Nach der Winterpause wurden ab Mai 2006 die Bauarbeiten an den restlichen Teilen der Anlage in Angriff genommen. Das Richtfest wurde am 12. Juli 2006 gefeiert. Am 2. Dezember 2006 wurde die Sparkassen-Skiarena nach dem Umbau eingeweiht.
Knapp 1,1 Millionen kosteten der Neubau des Funktionsgebäudes sowie die Umgestaltung des Areals. Knapp zwei Drittel der Bausumme flossen als Fördermittel durch den Freistaat Sachsen. Das übrige Drittel steuerten die Sparkassen der Region sowie der Ostdeutsche Sparkassenverband bei. Aus diesem Grund entschieden sich die Mitglieder des WSC Erzgebirge Oberwiesenthal e.V. dazu, die Namensrechte an der Skiarena an die Sparkasse zu vergeben.
Die Skiarena dient den Leistungssportlern vom Olympiastützpunkt Oberwiesenthal als Trainingsstätte, sie kann aber auch von Freizeitsportlern und Touristen genutzt werden. Die Strecken des Skistadions sind an die Touristenloipen des Fichtelbergs angebunden. Für das Sommertraining steht momentan eine 6 km lange asphaltierte Skirollerbahn zur Verfügung. 2010 wurden die asphaltierten Strecken erweitert.

## Wettkämpfe
Unter Regie des WSC Erzgebirge Oberwiesenthal e.V fanden hier sowohl im Langlauf als auch im Biathlon mehrfach Deutschlandpokal-Rennen und Deutsche Meisterschaften statt. Am dritten Januar-Wochenende wird der alljährliche Erzgebirgs-Ski-Marathon mit über 500 Teilnehmern ausgetragen. Zudem fanden internationale Höhepunkte statt: Continental-Cups der Skilangläufer (Januar 2010 und 2011), die Europäischen Forstlichen Meisterschaften (März 2008) sowie die Seniorenweltmeisterschaft im Skilanglauf, der sogenannte Masters World Cup (1.–9. März 2012).
Im Februar 2010 fand hier zudem die Schlittenhunde-WM der World Sleddog Association (WSA) statt. Erstmals ausgetragen wurde im Sommer 2010 rund um die Sparkassen-Skiarena ein 24-h-Mountain-Bike-Rennen namens "24-h-MTB-Challenge Fichtelberg".

## Verfügbare Strecken
- 2,5 km – beleuchtet
- 3,3 km – benannt nach Viola Bauer
- 3,75 km – benannt nach Claudia Nystad
- 5 km – benannt nach Barbara Petzold-Beyer
- 5 km – benannt nach René Sommerfeldt